# Chiraphong Raksongkham
Chiraphong Raksongkham (thailändisch จิระพงค์ รักสงคราม, * 19. Juni 2001 in Sakaeo) ist ein thailändischer Fußballspieler.

## Karriere

### Verein
Chiraphong Raksongkham stand bis Mitte 2020 beim Drittligisten Chiangrai City FC unter Vertrag. Der Verein aus Chiangrai spielte in der dritten Liga, der Thai League 3, in der Upper Region. 2020 absolvierte er für Chiangrai ein Spiel in der dritten Liga. Mitte 2020 wechselte er zum Erstligisten Trat FC. Mit dem Verein aus Trat spielte er in der ersten Liga, der Thai League. Sein Erstligadebüt gab er am 20. September 2020 im Heimspiel gegen den Sukhothai FC. Hier wurde er in der 82. Minute für Kriangkrai Pimrat eingewechselt. Am Ende der Saison 2020/21 musste er mit Trat als Tabellenvorletzter in die zweite Liga absteigen. Nach dem Abstieg wechselte er zu Beginn der Saison 2021/22 zum Zweitligisten Phrae United FC. Für den Verein aus Phrae stand er 15-mal in der zweiten Liga auf dem Spielfeld. Zu Beginn der Saison 2022/23 ging er im Juli 2022 wieder zu seinem ehemaligen Verein Trat FC. Am Ende der Saison 2022/23 feierte er mit Trat die Vizemeisterschaft und den Aufstieg in die erste Liga. Am Ende der Saison 2023/24 belegte er mit dem Klub den letzten Tabellenplatz und musste somit in die zweite Liga absteigen.

### Nationalmannschaft
Chiraphong Raksongkham spielte bisher dreimal für die U18-Nationalmannschaft und neunmal für die U19-Mannschaft.

## Erfolge
Trat FC
- Thailändischer Zweitligavizemeister: 2022/23  ▲